# Андре Бержер
Андре Леон Жорж Шевальє Бергер (фр. André Léon Georges Chevalier Berger; нар. 30 липня 1942, Акос) — бельгійський професор і кліматолог. Він найбільш відомий своїм значним внеском та подальшим розвитком астрономічної теорії палеоклімату та як цитований вчений міждисциплінарного вивчення динаміки клімату та історії.

## Біографія
Вивчав математику, Бергер має ступінь кандидата наук в Університеті Лувена (1973) та магістра наук з метеорології з Массачусетського технологічного інституту (1971). Він отримав почесні докторські ступені в Університеті Поля Сезанна Екс-Марселя III (1989), Тулузі III - Університеті Поля Сабатьє (1999) та Політехнічному факультеті Монса (2004). В даний час він заслужений професор і старший науковий співробітник UCLouvain.
Бергер - дуже відома фігура в галузі палеокліматології. Він є одним із першопрохідців, який брав участь у відродженні астрономічної теорії палеоклімату (також відомій як теорія Міланковича) у 1970-х роках, і в її просуванні та розвитку в наступні десятиліття. Він оновив цю теорію та покращив точність довгострокових змін астрономічних параметрів, що використовуються для розрахунку надходить сонячного випромінювання ( інсоляції) протягом останніх і наступних мільйонів років. Він став відомим у 1977 році завдяки своїй роботі в Nature, а пізніше в Journal of Atmospheric and Terrestrial Physics (1978), де представлені всі спектральні компоненти довгострокових змін орбітального ексцентриситету, косості (осьовий нахил) та кліматичної прецесії. Його внески зіграли ключову роль у калібруванні часових шкал та інтерпретації палеокліматичних записів та в моделюванні льодовиково-міжльодовикових циклів. В основному він працював над моделюванням минулого та майбутнього клімату у тісній співпраці з фізиками та геологами по всьому світу. Він був джерелом першої моделі систем Землі проміжної складності.
Він був професором метеорології та кліматології в UCL, керівником конференції в Університеті Льєжа, де він був Шейром Франкі в 1989 р., Запрошеним професором університету Vrije Brusselit, і його запрошували до багатьох інших університетів Європи, Америки та Азії. Його запросили прочитати Союзну лекцію Міжнародного союзу геодезії та геофізики (IUGG) у 1987 році, лекцію Європейського геофізичного товариства (EGS) у 1994 році та Лекцію Сліхтера в Каліфорнійському університеті в Лос-Анджелесі в 2001 році. Він був головою Інституту астрономії та геофізики Жоржа Леметра з 1978 по 2001 рік, період, протягом якого він почав розвивати там кліматичні дослідження. Він був керівником 22 докторських дисертацій і продовжує працювати членом журі з питань академічного перебування та абілітації.
Бергер є автором книги Le Climat de la Terre - un passé pour quel avenir?.  Він почав сприяти ще в 1970-х роках для підвищення обізнаності суспільства щодо глобального потепління та впливу людської діяльності на кліматичні зміни.

## Праці
Сфера досліджень Бергера - геонауки, а точніше астрономічна теорія палеоклімату  та кліматичне моделювання.  У 1970-х роках він значно покращив точність довгострокових змін нахилу осі обертання  та кліматичної прецесії, що використовуються для розрахунку надходить сонячної радіації ( інсоляції ).  Він розрахував періоди, що характеризують зміни астрономічних параметрів  показуючи, що, крім відомого 40-ка періоду косості (ка = тисяча років) і 21-ка періоду кліматичної прецесії, існують періоди 400 ка, 125 ка, 95 ка і 100 ка в ексцентриситеті, 54 ка в косому стані і 23 ка і 19 ка в кліматичній прецесії. Під керівництвом Ніколаса Шеклтона  він сприяв покращенню віку розвороту Брунхеса-Матуями. Він виявив нестабільність астрономічних періодів та існування періоду 1,3 млн. років (Ma = мільйон років) в амплітудній модуляції косості.  Він продемонстрував взаємозв'язок між різними періодами астрономічних параметрів,  оцінив значення цих астрономічних періодів від десятків до сотень мільйонів років  і показав походження 100-ка періоду в астрономії  і під керівництвом Дж. Імбрі в палеокліматах.  Він здійснив простий і точний розрахунок довгострокових змін денного,  сезонного  та калорійного  опромінення. Зі своєю командою він розробив одну з перших моделей Землі проміжної складності (EMIC).  На основі таких кліматичних моделей він показав важливість довготривалих змін інсоляції для імітації льодовиково-міжльодовикових циклів,   можливої виняткової тривалості нашого міжльодовикового   значення 400 -ка період пошуку аналогів нашого сучасного та майбутнього клімату  відносна роль багатьох зворотних зв’язків, що беруть участь у поясненні льодовиково-льодовикових циклів, зокрема водяної пари.  Зовсім недавно він ініціював дослідження походження східноазіатського літнього мусону в Китаї  і почав працювати над різноманітністю клімату протягом останніх дев'яти міжльодовикових періодів. 

## Діяльність
Бергер працював у багатьох міжнародних структурах, що займаються розробкою сучасних та минулих кліматичних досліджень. Був головою Міжнародної комісії з питань клімату Міжнародного союзу геодезії та геофізики (1987–1993) та Комісії з палеоклімату Міжнародного союзу четвертинних досліджень (1987–1995); президент Європейського геофізичного товариства (2000–2002), співавтор Європейського союзу геонаук, почесним президентом якого він є; член Першого наукового керівного комітету Міжнародної програми «Геосфера-біосфера» з глобальних змін минулого (1988–1990), Комітету, який є джерелом PAGES [Архівовано 12 листопада 2010 у Wayback Machine.] . У 1991 р. Він був ініціатором проекту порівняння моделей палеоклімату (PMIP).
У Комісії Європейських Співтовариств він був головою Координаційної групи з питань кліматичних процесів та зміни клімату Програми кліматології та природних небезпек (1988–1992), Зовнішньої консультативної групи з глобальних змін, клімату та біорізноманіття (2000–2002). ) і член Контактної групи Кліматичної програми з реконструкції минулого клімату, кліматичних моделей та антропогенних впливів на клімат з 1980 по 1983 рік (групи, котрі є джерелом Рамкової програми ЦВК).
У Науковому комітеті НАТО він був головою спеціальних програмних груп з науки про глобальні зміни навколишнього середовища (1992) та взаємодії повітря-море (1981), а також програмного консультативного комітету Міжнародної технічної наради з моделювання забруднення повітря та його додатки (1980–1985).
Він також був членом комітетів, відповідальних за консультування політиків та наукових установ, зокрема Європейського агентства з навколишнього середовища (EEA, 2002–2009), Європейського наукового фонду (ESF), Gaz de France (1994–1999) та Electricité de France (1998–2009). Він був членом наукового комітету університетів та науково-дослідних інститутів, серед яких Laboratoire des science du climat et de l'environnement, Laboratoire de Météorologie Dynamique, Département Terre-Atmosphère-Océan de l'Ecole Normale Supérieure, Institut Paul Simon Laplace et Коледж Франції в Парижі, Лабораторія гляціології та геофізики навколишнього середовища та Європейський університет і науковий полюс Гренобля, LEGOS у Тулузі, Метео-Франція, Центр прогнозування та дослідження клімату Хадлі у Великій Британії та Пекінський нормальний університет. Він є членом BAEF [Архівовано 28 лютого 2010 у Wayback Machine.] (Бельгійський американський освітній фонд, Комісія з питань допомоги Герберту Гуверу в Бельгії), який працював з правом голосу, в якому він працював у 1970-1971 роках.
Він організовував та керував міжнародними зустрічами, серед яких Перша міжнародна школа кліматології з питань кліматичних варіацій та мінливості, фактів та теорій в Центрі Етторе Майорана в Еріче на Сицилії, з 9 по 21 березня 1980 р.  симпозіум Міланкович та Клімат (з Дж. Імбрі) в Геологічній обсерваторії Ламонта Доерті з 30 листопада по 3 грудня 1982 р.  десята генеральна асамблея Європейського геофізичного товариства в Лувен-ла-Нев з 30 липня по 4 серпня 1984 р., симпозіум IUGG Внесок геофізичних наук у дослідження кліматичних змін у Ванкувері в серпні 1987 р.  симпозіум «Клімат і геонауки», виклик науці та суспільству на XXI століття в Лувен-ла-Ньові в травні 1988 р.  симпозіум Клімат та озон на зорі третього тисячоліття на честь Пола Крутцена, Нобелівська премія 1995 р., Віллі Дансґарда та Ніколаса Шеклтона, премія Крафорда 1995 р., а разом з Клодом Лоріусом, премія Тайлера за навколишнє середовище 1996 р. Ювілейні симпозіуми Мілутіна Міланковича в Белграді в 2004 р.  та 2009 р., Перший Colloque à l'étranger du Collège de France у Палаці Академій у Брюсселі 8–9 травня 2006 р. (З Ж. Рейссом та Жаном-П’єром Сенжу ), Третя міжнародна конференція фон Гумбольдта з питань східноазіатського мусону, минулого, сьогодення та майбутнього, в Академії наук Китаю в Пекіні, з 24 по 30 серпня 2007 року (разом із З. Діном).  У 2009 році на його честь вийшов спеціальний випуск «Клімат минулого»  з передмовою  присвяченою його творчості.
У Бельгії він є одним із співзасновників (разом з Аленом Губертом та Гюго Деклеіром, 1999) та членом Адміністративної ради Міжнародного полярного фонду [Архівовано 5 лютого 2007 у Wayback Machine.], членом Фонду ім. М.Г. Леметра (1995), членом Фонду Леопольда III де Бельгія для Дослідження та збереження природи, Наукової ради Зелених Фактів, адміністратор Фонду Гувера Лувена та член Національного комітету геодезії та геофізики (IUGG), президентом якого він був з 2000 по 2004 рік, Національного комітету Міжнародної геосфери -Програма Біоспера з глобальних змін (IGBP), Національного комітету з питань четвертинних досліджень (BELQUA [Архівовано 20 червня 2021 у Wayback Machine.]), Національного комітету з антарктичних досліджень (SCAR [Архівовано 14 грудня 2013 у Wayback Machine.]) та Національного комітету Наукового комітету з проблем довкілля ( SCOPE).

## Нагороди
- 2010 - Prix Georges Lemaître, Amis et Anciens de l'UCL і Фонду Лювен
- 2008 - Переможець гранту прогресивних дослідників Європейської дослідницької ради [Архівовано 16 грудня 2020 у Wayback Machine.]
- 2007 - Закордонний член Академії наук Королівського товариства Канади (MSRC-FRSC)
- 2006 - Закордонний член Сербської академії наук і мистецтв
- 2004 - Спеціальне визнання видатним бельгійським науковцям від Світової культурної ради [Архівовано 14 червня 2021 у Wayback Machine.]
- 2003 - Член-член Королівського астрономічного товариства [Архівовано 26 квітня 2005 у Wayback Machine.], Лондрес
- 2003 - Титуляр національної академії львівського повітря та космічного простору Тулузи
- 2002 - Член Королівської академії наук, літератури та мистецтв бельгійських мистецтв
- 2001 - Європейська премія ім. Латсіса[33]
- 2000 - Член асоціації вищих навчальних закладів Паризької академії наук [Архівовано 6 червня 2007 у Wayback Machine.] (Франція)
- 1997 - Закордонний член Королівської академії мистецтв і наук Нідерландів [34]
- 1999 - стипендіат АГУ [Архівовано 8 лютого 2008 у Wayback Machine.]
- 1996 - Шевальє (бельгійський лицар) його величності Альберта II, короля бельгійців. Девіз - Lux Scientia et Labore[джерело?]
- 1995 - Prix quinquennal A. De Leeuw-Damry-Bourlart з Бельгійського національного фонду для наукових досліджень на 1991-1995 рр.
- 1994 - Міжнародна премія імені Норберта Герб'є-Мумма від Всесвітньої метеорологічної організації (1994). [35]
- 1994 - Медаль Мілутіна Міланковича від Європейського геофізичного товариства (1994).  [36]
- 1989 - член Академії Europaea [Архівовано 22 травня 2011 у Wayback Machine.]
- 1989 - Золота нагорода Європейського геофізичного товариства (EGS)
- 1987 - Почесний член Європейського геофізичного товариства (EGS)
- 1987 - Іноземний член Королівської академії мистецтв і наук Нідерландів Koninklijke Nederlandse Akademie van Wetenschappen
- 1984 - Prix Charles Lagrange de la Classe des Science of the Академія Royale des Sciences, Lettres et des Beaux-Arts de Belgique (20e période quadriennale 1980-1984)
- 1980 - Премія першого бієнале 1979-80 рр. Societa Italiana di Fisica
- Він є Officier de la Légion d'honneur (див. Цитату) (2010), Grand Officer de l ' Ordre de la Couronne ( див. Цитату ) (2007) і Officier de l'Ordre de Léopold (1989) [джерело?]
- Він є частиною аркуша марок «Це Бельгія 2007» разом із вісьмома іншими бельгійськими вченими (див. Цитату) та Галереї геніїв університетів групи Коїмбра в Єнському університеті. У 2008 році він був серед 35 найбільших бельгійських вчених, обраних бельгійськими університетами та Eos Science. (див. цитату)
- Він отримав Срібну медаль Святішого Папи Павла VI у 1979 році.